# Сальто

Анимация сальто вперёд с верхним замахом

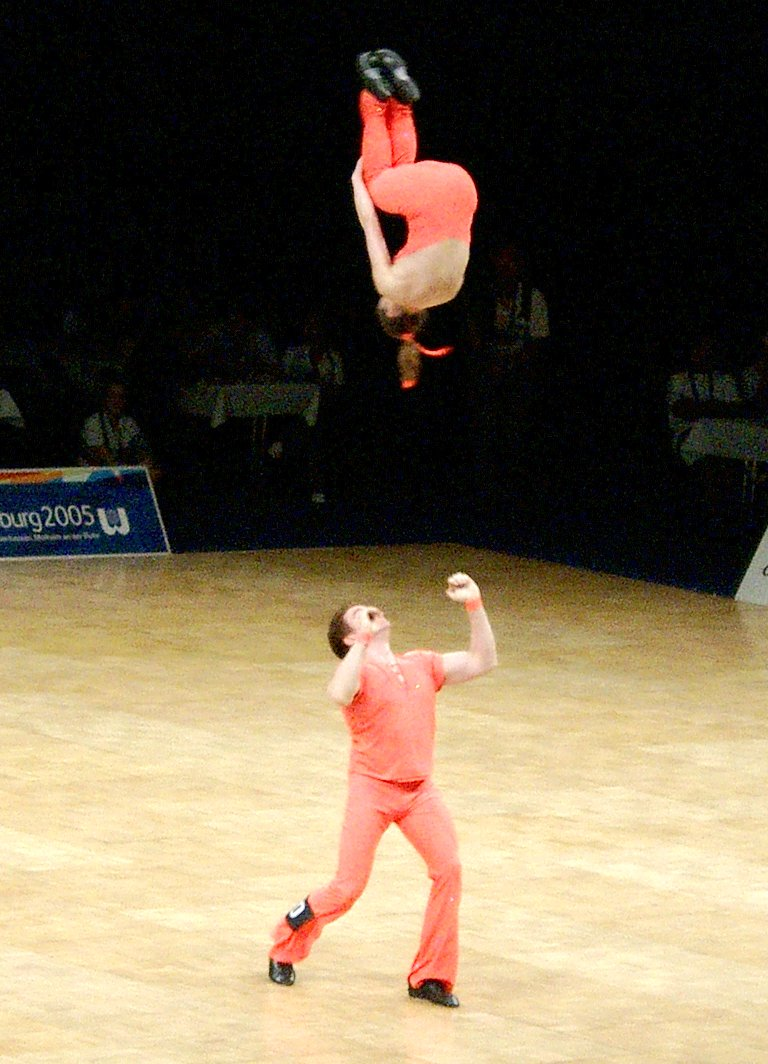
Сальто. Акробатический рок-н-ролл

Са́льто (итал. salto — прыжок) — акробатическое движение на 360° и более с места через голову на ноги. Бывает разных видов: в группировке (обычное сальто), углом (согнувшись), в полугруппировке (рваная группировка), прогнувшись (прямо).
Сальто является основным элементом в спортивной акробатике. Оно представляет собой переворот в воздухе через голову. Делается в группировке или без неё. Обычно сальто выполняется с ног, что требует развития определённой прыгучести у спортсмена.

## Виды сальто
Различных видов сальто существует огромное множество. Вот некоторые из них:

### Сальто вперёд
Переднее сальто — переворот в воздухе через голову вперёд. Выполняется путём маха руками из-за головы с одновременным резким и сильным толчком ногами. Как варианты: переднее сальто в группировке, переднее сальто прогнувшись (выпрямившись, иногда называют бланшем вперёд), переднее сальто согнувшись (углом), двойное/тройное переднее сальто.
Простое переднее сальто (сальто вперёд) можно начинать тремя основными способами:
- Сальто вперёд с верхним замахом — руки в момент наскока подняты над головой. Однако, сильного замаха руками сверху вниз быть не должно, чтобы не противодействовать выпрыгиванию вверх. В таком варианте сальто вперёд имеет хорошую энергию вращения, но небольшую высоту (обусловленную только толчком ногами).
- Сальто вперёд с нижним замахом — руки в момент наскока находятся чуть за спиной. При выпрыгивании делается замах руками снизу вверх и вперёд. Важно делать этот замах сбалансированно, чтобы не противодействовать закручиванию тела вперёд, которое обусловлено стопорящим наскоком и сильным толчком таза ногами. В таком виде сальто вперёд получается высоким (потому что участвует бросок руками и толчок ногами), но не обладает высоким вращательным моментом. Поэтому для успешного докручивания необходима очень плотная группировка.
- Сальто вперёд «козлом» — руки в момент наскока вытянуты впереди, на уровне груди. В процессе выпрыгивания руками делается сильный замах за спину. Данное сальто требует точного движения руками, чтобы не получалось тормозящего броска назад или «роняющего» броска вперёд. Зато, при освоении правильного замаха, сальто «Козлом» объединяет плюсы предыдущих описанных вариантов, не добавляя минусов. Для данного метода характерны как большая высота, так и высокая энергия вращения, что позволяет делать его в неплотной группировке, совсем без группировки, с места, в связке элементов, когда теряется поступательная скорость
- Вебстер (маховое сальто вперёд) — махом ноги назад через себя. Мах руками делается либо вниз к ногам, либо «козлом». Делается в группировке или без неё с прогибом (гимнастический вариант).
- Внутреннее — сальто вперёд с толчком назад.

### Заднее сальто

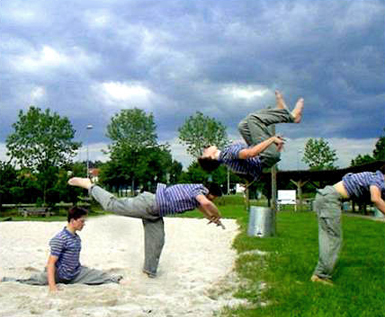
Сальто назад с приземлением на шпагат.

Чтобы сделать бэкфлип (англ. backflip), необходимо сильно и резко вытолкнуть тело ногами вверх, сделав резкий мах руками из положения «По швам» вверх, затем в воздухе принять плотную группировку, либо жёстко выпрямиться (если это — бланш). Как варианты: заднее сальто в группировке — , заднее сальто согнувшись (углом), бланш (прогнувшись, выпрямившись, темповое), двойное/тройное заднее сальто. Может выполняться после рондада или фляка. Как варианты можно рассматривать:
1. Сальто назад «козлом» — значительно усложнённая вариация заднего сальто. Если в переднем сальто мах руками «козлом» добавляет высоту и помогает закрутиться, то при заднем сальто этот замах не даёт высоты и останавливает крутку, поэтому этот элемент гораздо сложнее и непонятнее обычного заднего сальто.
2. Стрекосат (маховое сальто назад) — махом ноги вперёд через голову. Как и вебстер, можно делать в группировке и без неё с прогибом (гимнастический вариант).
3. Бланш — сальто назад без группировки (прогнувшись, иногда прямое)
4. Гейнер — сальто назад при движении вперёд. Выполняется с двух ног с места.
5. Лемминг — гейнер, махом ноги вперёд через себя. Выполняется с разбега.
6. Чит-гейнер — сальто назад, махом ноги в бок. Делается с разбега.
7. Овербах — так называемый «бланш-гейнер» — сальто назад при движении вперёд с прогибом в спине и без группировки. Делается с двух ног с места.

Боковое сальто
Сальто боком или sideflip. Сальто выполняется с двух ног с места или с разбега, махом одной руки вбок «козлом» и другой руки верхним или нижним замахом. Возможно также выполнение двойного, тройного бокового сальто.
- Боковой вебстер (англ. Webster sideflip) — боковое сальто махом одной ноги вбок
- Дабллег (англ. Doubleleg) — боковое сальто в положении «согнувшись», с прямых ног, после которого необходимо встать спиной вперёд. В спортивной гимнастике считается грубой ошибкой.
- Эриал (англ. Aerial) — колесо без рук. Выполняется высоким махом ноги через баттерфляй (бедуинский прыжок).
- Фрисби (англ.Frisbee) — колесо без рук в группировке

Винт (пируэт)
Винт — разновидность сальто, при которой тело должно развернуться в воздухе вокруг своей оси. Выполняется путём закручивания себя плечами и руками во время полёта на сальто.
Сальто вперёд с винтом обычно выполняется не с полным оборотом, а с половиной, то есть на 180 градусов (известно как barani или front half twist), на 540 градусов (rudy) или на 900 градусов (randy). При исполнении на батуте возможны и большие вращения — на 1260 градусов (adolph) или вообще на 1620 градусов (frydolph).
Сальто назад с винтом (back full twist) же выполняется с полным оборотом. Возможны вращения на 360, 720, 1080 или, при исполнении на батуте, даже на 1440, 1800 градусов.
Возможно выполнение и бокового сальто с винтом (side full twist). Обычно выполняется полный оборот. Данный элемент труднее, чем передние или задние винты, потому что для выполнения необходимо сначала закрутить боковое сальто без группировки, а затем перед приземлением докрутить винт. Возможно выполнение не более двух полных винтов по такой технике.
Существует такая оригинальная разновидность сальто как «твист» (arabian). Заход на него совершается как на заднее сальто с винтом. Когда тело развернётся на 180 градусов, необходимо взять группировку как на переднем сальто и докрутить элемент.
Винты можно выполнять и без выполнения сальто. Как ни странно, большое количество оборотов в такой плоскости выполнять труднее, так как тело начинает смещать, и появляется высокий риск падения. Данный элемент часто применяется во фриране в качестве прыжков на точность в аккураси.
На батуте также выполняется оригинальная вариация винтов без сальто, именуемая cat twist. Для её выполнения необходимо выполнить прыжок с приземлением на спину, затем толкаясь со спины выполнить полный оборот по винту в горизонтальной плоскости, и затем снова приземлиться на спину. Возможно выполнение двух, трёх и более оборотов по такой технике. Возможно также выполнение вариаций данного трюка: толкаясь не со спины, а с живота или седа, приземляясь на живот или в сед соответственно.
Сальто от стены
Сальто от стены (англ. wall flip) — сальто, выполняемое после одного, двух и более шагов вверх по стене. Бывает нескольких видов:
1. Wall flip или wall back flip (сальто назад от стены) — сальто назад после 1-2 и более шагов по стене. После забега на стену, тело начинает отклоняться от стены и занимает почти параллельное земле положение. При этом должен быть мах свободной ногой (если это сальто с одного или максимум двух шагов), и сальто может выполняться как в группировке, так и без неё. При большем количестве шагов мах ногой не получится, поэтому нужен мощный рывок с прогибом. Возможно также исполнение с поворотами: на 180 градусов, так называемый твист от стены (wall arabian), на 360 градусов, то есть с полным винтом (wall full twist) или даже на 720 градусов, то есть с двумя винтами (wall double full twist).
2. Wall inward front flip (сальто вперёд от стены) — внутреннее сальто вперёд после 1 и более шагов по стене. Возможно выполнение с поворотами на 180 градусов (wall barani) или на 540 градусов (wall rudy).
3. Wall inward side flip (боковое сальто от стены) — внутреннее боковое сальто после 1 и более шага по стене. Возможно исполнение с поворотом на 360 градусов, то есть полным винтом (wall side full twist).
4. Wall gainer (элемент отличается от всех основных нестандартным толчком и считается одним из самых сложных) — гейнер (сальто назад при движении вперёд), выполняемый после 1 и более шагов по стене и разворота на 180 градусов. Также существует разновидность EW gainer (при исполнении необходимо сделать два шага по стене: первый шаг лицом к стене, второй же спиной к стене, уже после разворота в воздухе на 180 градусов, после чего сделать гейнер (заднее сальто при движении вперёд)). Также существует элемент EW front flip, с аналогичным элементу EW gainer толчком, только при выполнении после разворота выполняется не гейнер, а обычное переднее сальто.
5. Palm flip — сальто назад после толчка руками от стены (необходимо подбежать к стене, и, после прыжка, поставить руки на стену, затем, совершая толчок руками от стены, докрутить заднее сальто). Также palm flip можно исполнять с 1 и более шагов (во время исполнения вначале делается шаг по стене, затем, уже оттолкнувшись ногой вверх, ставятся руки и совершается palm flip).
6. Рэйден (Raiden) — сальто вперёд от стены после толчка от неё руками, можно также выполнять после одного или нескольких шагов по стене. Название происходит из игры Мортал Комбат, где одноимённый персонаж использует такой приём.
7. Wall spin или palm spin — боковое сальто-переброс по стене или через небольшой высоты препятствие, благодаря рукам (необходимо подбежать к стене, затем поставить сбоку руки, и держась руками, перебросить через голову ноги). Выполняется также после 1 и более шагов.

Сальто с турника (перекладины)
В спортивной гимнастике или уличных направлениях распространены также сальто соскоком с турника. Существует несколько видов:
1. Лач Гейнер (сальто назад с турника при движении вперёд) — самый распространённый соскок. Выполняется как обычное заднее сальто после раскачивания на турнике и срыва рук при движении финального кача на турнике вперёд. Возможно выполнение в группировке, согнувшись, прогнувшись, с винтом: на 180 градусов (твист с турника) (lach arabian), на 360 градусов (lach full twist), на 720, 1080 градусов. Исполняются также двойные или даже тройные сальто назад с турника с поворотами или без.
2. Внутренний Лач Гейнер (сальто вперёд с турника при движении назад) (противоход) — аналогичный lach gainer трюк. Выполняется как обычное переднее сальто после раскачивания на турнике и срыва рук при движении финального кача на турнике назад. Данный элемент несколько труднее, чем lach gainer. Возможно выполнение в группировке, согнувшись, прогнувшись, с винтом: на 180 градусов (lach inward barani), на 540 градусов (lach inward rudy), на 900 градусов (lach inward randy). Исполняются также двойные или даже тройные сальто вперёд с турника с поворотами или без таковых.
3. Топорик — половина сальто назад с турника, с раскачки и срыва с подколеньев. Является самым простым соскоком. Выполняется без группировки. Возможна вариация с винтом на 360 градусов или на 180 с переходом в вис. Также возможно выполнение полтора заднего сальто с топорика, то есть после выполнения срыва с подколеньев необходимо взять группировку и закрутить заднее сальто.
4. Кумкват — сальто назад с турника с положения седа на подколеньях. Для выполнения необходимо сесть сверху на турник, закрепив его между согнутых ног, затем оттолкнуться за счёт резкого разгиба ног и выполнить заднее сальто. Обычно исполняется без группировки, но может быть выполнено и в группировке. Как вариант: kumquat full — сальто с винтом на 360 градусов с подколеньев.
5. Противотемповое сальто назад или back-to-back — сальто назад после раскачивания на турнике и срыва рук при движении финального кача назад. Чтобы его выполнить, необходимо сделать резкий хлёст ногами и немного оттолкнуться от турника руками. Этот элемент значительно труднее, чем обычный lach gainer. Обычно выполняется в группировке. Возможно выполнение с винтом.
6. Противотемповое сальто вперёд или front-to-front — сальто вперёд после раскачивания на турнике и срыва рук при движении финального кача вперёд. Элемент является одним из самых сложных, потому что для его выполнения необходим очень сильный противотемповый мах ногами. Обычно выполняется в группировке. Возможно выполнение с полвинтом.
7. Гробик — топорик с положения сидя на подколенных ямках. Гораздо страшнее обычного топорика. Для выполнения необходимо отцепить руки от турника и откинуться назад, затем, делая оборот, спрыгнуть. Возможны варианты выполнения, например с поворотом на 180 градусов с переходом в вис либо в упор

Сальто с препятствия
Сальто выполняемое с парапета
вот несколько видов из них:
1. Monkey gainer — (сальто назад при движении вперëд с препятствием) Выполняется с перелëтом через парапет с упором на две руки и соответственно сальто назад при движении вперëд.
2. Dash Bomb — (сальто вперёд с элемента паркура дэш) Выполняется с перелëтом через парапет прыжок и касание двух рук и переднее сальто. Также можно делать из положения сидя на стене.

В 1888 году русский цирковой артист Иосиф Сосин первым в мире выполнил двойное сальто. В 1974 году первое в мире тройное сальто выполнил советский акробат Вадим Биндлер.